# Ambassade d'Uruguay en Belgique
L'ambassade d'Uruguay en Belgique est la représentation diplomatique de la république orientale de l'Uruguay auprès de la Belgique et de l'Union européenne. Elle est également accréditée pour le Luxembourg.
L'ambassadeur est Carlos Pérez del Castillo.

## Ambassade
Elle est située avenue Franklin Roosevelt, à Solbosch en Bruxelles.